# 內階三
大熊座6，又名BD+65 673，HD 75958、SAO 14703、HR 3531，是大熊座的一颗恒星，视星等为5.58，位于銀經150.48，銀緯37.6，其B1900.0坐标为赤經8h 48m 3.2s，赤緯+64° 37.6′ 12″。